# NGC 4262
NGC 4262 (другие обозначения — UGC 7365, MCG 3-31-101, ZWG 99.14, VCC 355, PGC 39676) — линзообразная галактика с перемычкой (SB0) в созвездии Волос Вероники. Открыта Уильямом Гершелем 8 апреля 1784 года.
Этот объект входит в число перечисленных в оригинальной редакции «Нового общего каталога».
NGC 4262 обладает бо́льшим, чем обычная линзовидная галактика, содержанием газа, основная часть которого сосредоточена в кольце из нейтрального водорода, наклонённом по отношению к звёздному диску не менее чем на 50°; в 2011 году было обнаружено его свечение в ультрафиолете. Считается, что кольцо было образовано в результате захвата части газа при близком прохождении NGC 4262 примерно 280 млн лет назад возле другой галактики, вероятно возле находящейся неподалёку спиральной галактики М99 (последняя расположена в 51 кпк к западу и 137 кпк к югу в проекции на картинную плоскость).
Галактика является частью скопления Девы.
На фотографиях NGC 4262 видна как линзовидная галактика с ярким вытянутым ядром и маленькой яркой перемычкой, ориентированной с северо-северо-востока на юго-юго-запад. Перемычка окружена слабее видимой внешней оболочкой, слегка вытянута и ориентирована перпендикулярно ядру. Визуально в любительский телескоп с уверенностью можно различить только ядро, которое выглядит как овальный диск с более ярким центром; оно хорошо очерчено, но окружено также слабой, плохо очерченной дымкой. Радиальная скорость: 1308 км/с. Расстояние: 58 млн световых лет. Диаметр: 32 000 световых лет.